# Daitan III/Futuromania
Daitan III/Futuromania  è un singolo discografico del gruppo I Micronauti, pubblicato nel 1980.

## Descrizione
Il brano Daitan III era la sigla dell'anime Daitarn III, scritto da Luigi Albertelli su musica e arrangiamento di Vince Tempera. È cantato da Giancarlo Balestra, membro del gruppo Fratelli Balestra, che partecipano ai cori. Nonostante il titolo esatto del cartone sia Daitarn III, il titolo della canzone è Daitan III. Il gruppo torinese Subsonica ha spesso eseguito il brano Daitan III dal vivo.
Il brano Futuromania è ispirato alla serie, scritto da Luigi Albertelli su musica e arrangiamento di Vince Tempera.
Entrambi i brani sono stati inseriti nella compilation Supersigle TV vol. 4 e in altre raccolte.

## Tracce
Testi e musiche di Luigi Albertelli e Vince Tempera.
1. Daitan 3 – 3:22
2. Futuromania – 3:20